# Fritz Stern
Fritz Richard Stern (ur. 2 lutego 1926 we Wrocławiu, zm. 18 maja 2016 w Nowym Jorku) – amerykański historyk żydowskiego pochodzenia, profesor Columbia University w Nowym Jorku. Specjalizował się w badaniach nad niemieckim nazizmem.

## Życiorys
Pochodził z żydowskiej rodziny, która w 1938 roku opuściła nazistowskie Niemcy i wyjechała do Stanów Zjednoczonych. Jego ojciec Rudolf był lekarzem, co było tradycyjnym zawodem w rodzinie Sternów. Jego matka, Käthe Brieger, była doktorem fizyki. Rodziny z obu stron przeszły z judaizmu na luteranizm. W młodości wahał się, czy studiować medycynę czy historię. Albert Einstein, przyjaciel rodziny Sternów, doradzał mu studia medyczne uważając, że historia nie jest nauką. Młody Fritz Stern wybrał jednak historię. Na nowojorskim Uniwersytecie Columbia zdobył kolejno: licencjat (1946), magisterium (1948) oraz doktorat (1953).
W 1946 zaczął pracę na macierzystym Uniwersytecie Columbia, gdzie w 1963 otrzymał pełny etat profesorski. W latach 1980–1992 pełnił funkcję rektora Columbii. W 1996 przeszedł na emeryturę. Był członkiem Amerykańskiej Akademii Umiejętności w Bostonie, Niemieckiej Akademii Języka i Literatury w Darmstadt i Berlińsko-Brandenburskiej Akademii Nauk w Berlinie. Był doradcą m.in. Departamentu Stanu USA.
Jego badania koncentrowały się na rozwoju narodowego socjalizmu w Niemczech, a także na historii mniejszości żydowskiej w Niemczech i jej wpływie na kulturę niemiecką.
Swoją pierwszą książkę pt. The Politics of Cultural Despair: A Study in the Rise of the Germanic Ideology, opublikowaną w 1961, poświęcił analizie klimatu intelektualnego w Niemczech, który spowodował podatność na przyjęcie ideologii nazistowskiej. Z kolei w dwóch zbiorach swoich esejów – The Failure of Illiberalism: Essays on the Political Culture of Modern Germany (1972) oraz Dreams and Delusions: The Drama of German History (1987) – skupia się na niemieckich elitach polityczno-kulturalnych, które utorowały Hitlerowi drogę do władzy. W książce Gold and Iron: Bismarck, Bleichröder and the Building of the German Empire (1977) Fritz Stern koncentruje się na postaci pruskiego Żyda, Gersona von Bleichrödera, bardzo bogatego i wpływowego doradcy Ottona von Bismarcka, który miał odegrać decydującą rolę w procesie zjednoczenia Niemiec i wojnie francusko-pruskiej. Fascynacja klimatem naukowym Niemiec z początku XX wieku zaowocowała książką Einstein’s German World (1999). Głównym tematem dociekań F. Sterna pozostawał jednak okres nazistowski i dylematy moralne z nim związane. Temu zagadnieniu poświęcił też wydaną w 2013 swoją ostatnią pracę zatytułowaną No Ordinary Men. Dietrich Bonhoeffer and Hans von Dohnanyi. Resisters Against Hitler in Church and State, którą napisał wspólnie z drugą żoną, Elisabeth Sifton.
Zmarł 18 maja 2016 w swoim domu na nowojorskim Manhattanie. W 1947 ożenił się z Margaret Bassett, z którą miał dwoje dzieci. Małżeństwo skończyło się rozwodem. Drugą żoną była Elisabeth Sifton.

## Nagrody i wyróżnienia
W 1994 otrzymał Pour le Mérite za Naukę i Sztukę. W 1999 otrzymał Nagrodę Pokojową Księgarzy Niemieckich. 16 listopada 2002 Uniwersytet Wrocławski, zaś w 2006 Uniwersytet Europejski Viadrina we Frankfurcie nad Odrą przyznały mu tytuł doktora honoris causa. Stern jest także laureatem Nagrody Kulturalnej Śląska (1996), Medalu Leo Baecka (2004), Międzynarodowej Nagrody Mostu Europa-Miasta Zgorzelec/Görlitz (2008) oraz Nagrody im. Marion Dönhoff (2009). Odznaczony ponadto Orderem Zasługi RFN.